# Историзм (философия)
Историзм (историцизм) — немецкая философская школа конца XIX — начала XX века, к представителям которой относят В. Дильтея, Г. Зиммеля, Ф. Мейнеке, Г. Риккерта, М. Вебера, Э. Трёльча.
Историзм развивался в рамках неокантианства, формулируя идиографический (индивидуализирующий) подход, не делая абстрактных обобщений. Для историзма неприемлем позитивистский подход О. Конта к философии истории. Историзм считает объектом исторического познания индивидуальный характер продуктов человеческой культуры, обычаев, мифов, ценностей каждой отдельной эпохи. 